# 必罕
必罕（?—?），弘吉剌氏，元朝第六代皇帝泰定帝的妃子。一说是皇后。
必罕的父亲是买住罕，被封为衮王。买住罕是按陈（成吉思汗的内弟）的裔孙，娶大长公主拜塔沙，必罕的妹妹速哥答里也是泰定帝的妃子。致和元年（1328年），泰定帝在上都驾崩，泰定帝与八不罕皇后之子阿速吉八即位，即元天顺帝。不久，大臣燕铁木儿在大都发动政变，拥立元武宗海山的次子怀王图贴睦尔为帝，是为元文宗，战争之后，元天顺帝不知所终，必罕被安置在东安州。

## 延伸阅读
[在维基数据编辑]
 《元史·卷114》，出自宋濂《元史》